# Cataratas do Tugela
As Cataratas do Tugela, no Real Parque Nacional do Natal (província de KwaZulu-Natal, na África do Sul), com 912 m de altura, são as segundas mais altas cataratas do mundo.